# Hieris
Hieris es un género monotípico de árboles pertenecientes a la familia Bignoniaceae. Su única especie: Hieris curtisii, es originaria de la península de Malaca.

## Descripción
Hieris curtisii es una liana con ramas glabras. Las hojas son opuestas y están constantemente en parejas, rara vez compuesta por uno o tres pares de folíolos.
Las inflorescencias son terminales o axilares. El cáliz tiene forma de copa. La corona es de color amarillo. El fruto de la especie es desconocido.

## Taxonomía
Hieris curtisii fue descrito por (Ridl.) Steenis y publicado en Bulletin du Jardin Botanique de Buitenzorg, sér. 3, 10: 280. 1928.
Sinonimia
- Pandorea curtisii (Ridl.) Ridl.
- Tecoma curtisii Ridl.[2]